# Gran Jeté - Sensuale danza dei corpi
Gran Jeté - Sensuale danza dei corpi è un film del 2022 diretto da Isabelle Stever e tratto dal romanzo Fürsorge di Anke Stelling.

## Trama
Per dedicarsi esclusivamente alla sua carriera, Nadja, un'insegnante di danza, ha lasciato il figlio Mario a crescere con sua madre. Quando dopo anni la donna decide di ricomparire nella vita del figlio, si sviluppa un affetto che va oltre l'amore materno.

## Riconoscimenti
- 2022 - Festival internazionale del cinema di Berlino[1]
  - Candidatura Panorama Audience Award